# 하이케 드렉슬러
하이케 드렉슬러(독일어: Heike Drechselr, 1964년 12월 16일 ~ )는 독일의 육상 선수이며, 전 동독과 통일 후의 단 하나의 독일을 대표하였다. 그녀는 가장 성공적 멀리뛰기 선수들 중의 하나였으며, 단거리 육상에도 뛰어났다.
튀링겐주 게라에서 가브리엘라 다우테(Gabriela Daute)란 본명으로 태어나 1983년 세계 육상 선수권 대회에서 멀리 뛰기 우승을 시작으로 국제 경기에 데뷔하였으며, 10년 후에 그 종목 세계 타이틀 2연승을 하였다. 그녀는 올림픽 멀리뛰기 2승(1992년, 2000년)을 한 단 하나의 여성 선수이다.
멀리뛰기에서 드렉슬러의 위대한 라이벌 선수는 재키 조이너 - 커시이며 서로가 좋은 친구로 알려졌다.
1986년 드렉슬러는 두번이나 마리타 코흐의 200m 세계 기록을 동일하였으며, 2개의 멀리뛰기 세계 기록(1985, 1986)을 세웠다. 2000년을 기준으로 그녀는 다른 여성 육상 선수들보다 7m 이상의 결과로 400개 이상의 멀리뛰기 시합을 가진 것으로 알려졌다.
10대 시절에 그녀는 자유 독일 청년당을 위한 활동을 하였고, 1984년에는 동독의 인민회의에 뽑혔다.
자신의 웹사이트를 포함하여 몇몇의 독일 웹사이트들은 드렉슬러가 국제 육상 경기 연맹에 의하여 "이 세기의 육상 선수"로 뽑혔다고 주장하였다.

## 세계 기록
- 멀리뛰기

1983년 - 7.14m (브라티슬라바/주니어 기록), 1985년 - 7.44m (베를린), 1986년 - 7.45m (탈린, 드레스덴)
- 200m

1986년 - 21.71초 (예나, 슈투트가르트)
- 7종 경기

1981년 - 5891점 (주니어 기록)